# مبنى البنك المركزي العراقي
مبنى البنك المركزي العراقي هو برج مكون من 38 طابقًا بارتفاع 172متراً فوق مستوى سطح الأرض، ومقر البنك المركزي العراقي الجديد، يقع على ضفاف نهر دجلة في حي الجادرية بغداد العراق.

## الوصف

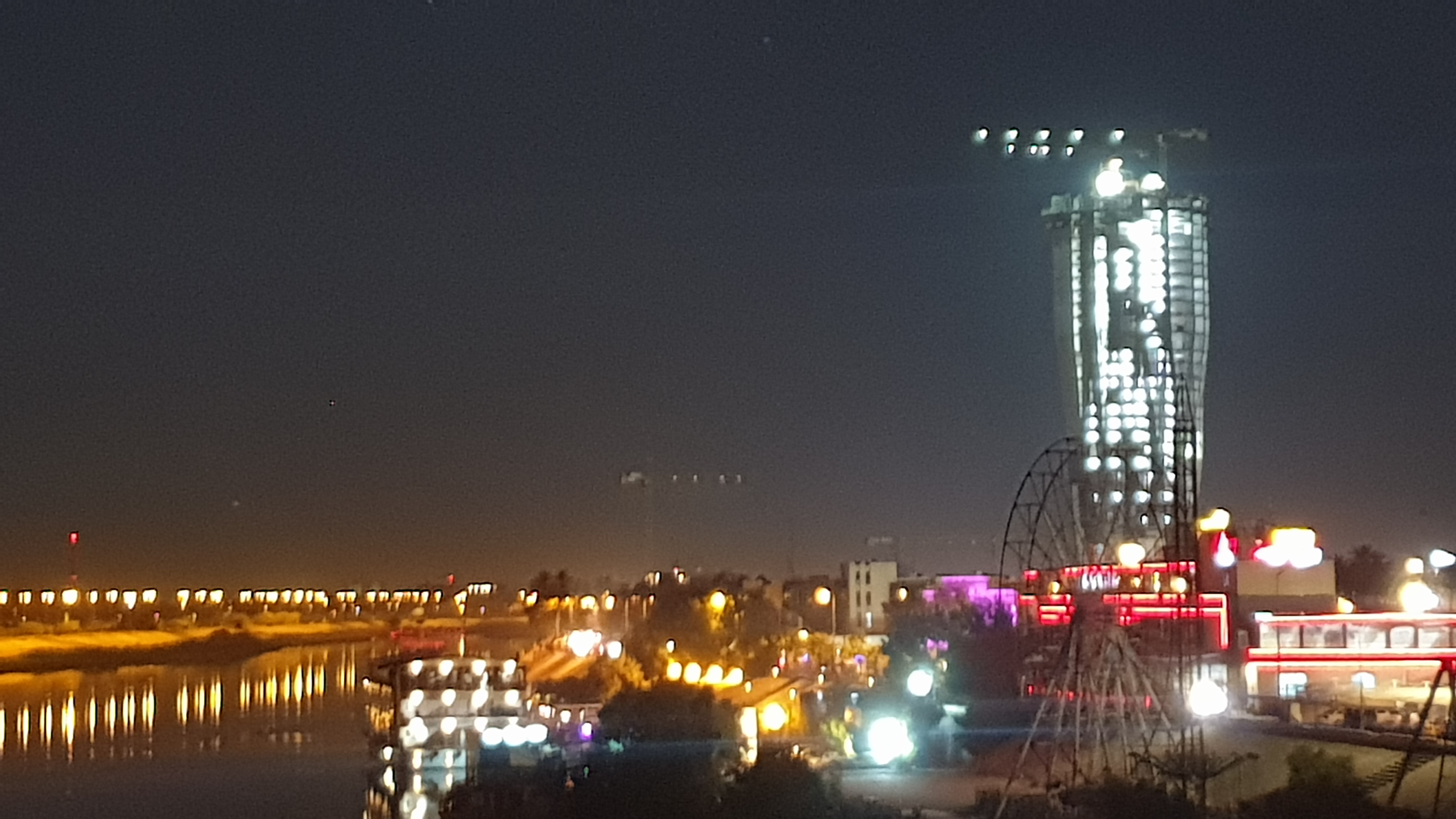
صورة لمبنى البنك المركزي العراقي من على جسر الجادرية توضح الطول الفعلي للبناء، يوليو 2021.

أقيم البرج على مساحة 19,000 م2 ويتكون من 38 طابق منها 3 تحت مستوى الأرض و35 طابقاً فوق مستوى سطح الأرض وبارتفاع 172 متر، صمم المبنى بعمر افتراضي 100 عام، وبجدار تحصيني تبلغ سماكته 573 متراً يضم 270 ركيزة بعمق 50 متراً، يعتبر مبنى البنك المركزي العراقي أعلى مبنى قيد الإنشاء في العراق، ويتكون من مكاتب وقاعات للمؤتمرات وخزائن للعملة والذهب ومتحف ومسرح للاحتفالات ويحيط به مساحات خارجية خضراء.
صمم المبنى المعمارية زها حديد بطلب من البنك المركزي عام 2010، ووقع عقد البناء مع شركة Daax Construction الأذربيجانية بقيمة 772 مليون دولار. لم يبدأ البناء في المشروع إلا في أواخر عام 2018 ومن المقرر الانتهاء منه في 2025. أصبح برج البناية الجديدة للبنك المركزي العراقي، أعلى مبنى في العاصمة بغداد رسمياً حتى قبل إكمال هيكله الإسمنتي، تخطى البرج الـ 120 متراً (من أصل 172 متراً) ليتجاوز ارتفاع برج مول بغداد {الحارثية} والبالغ 114 متراً. ووصل العمل في بناية البنك المركزي العراقي الواقعة في منطقة الجادرية إلى الطابق الـ 25 من أصل 37 طابقاً و بمعدل تقدم يبلغ 3 طوابق في الشهر. ومن المقرر ان يكتمل الهيكل الخرساني بشكل رسمي قبل نهاية العام الحالي.
تعاقد البنك المركزي العراقي مع زها حديد في نهاية يناير عام 2012 لتصميم بناء البنك المركزي العراقي الجديدة بحضور ممثلي السفارة العراقية في لندن. وبدأ تشييد البناء على ضفاف دجلة بعد أن أكمل مكتب زها حديد دراسة متطلبات المشروع، حيث يُمثل رمزًا لدور البنك في التنمية الاقتصادية بالعراق وانعكاساً للعزم على إعادة إعمار البلاد، وأعربت زها عن تأثرها الشديد جراء الأمر، عندما طُلب منها إعداد التصميم الجديد للبنك المركزي العراقي، وأضافت أنها وُلدت في العراق، ولا زالت تشعر بالقرب من موطنها، وأنه يشرفها أن يكون العمل في العراق على تصميم مبنى ذو أهمية وطنية بهذا المستوى.

### نعي البنك المركزي العراقي لزها حديد
قال رئيس البنك في بيان له: «تلقينا ببالغ الأسى نبأ رحيل المعمارية العراقية الكبيرة زها حديد، التي أبدعت في كثير من تصاميمها المعمارية ومن بينها المبنى الجديد للبنك المركزي العراقي». وأضاف أنه تكريمًا لهذه المبدعة العراقية، تقرر إقامة نصب تذكاري لها في الموقع الجديد في الجادرية، وسط بغداد.

## وصلات خارجية
- الموقع الرسمي